# Ніскаюна (переписна місцевість, Нью-Йорк)
Ніскаюна (англ. Niskayuna) — переписна місцевість (CDP) в США, в окрузі Скенектеді штату Нью-Йорк. Населення — 20 787 осіб (2020).

## Географія
Ніскаюна розташована за координатами 42°49′1″ пн. ш. 73°53′52″ зх. д. / 42.81694° пн. ш. 73.89778° зх. д. (42.816948, -73.897735).  За даними Бюро перепису населення США в 2010 році переписна місцевість мала площу 2,61 км², уся площа — суходіл.

## Демографія
Згідно з переписом 2010 року, у переписній місцевості мешкало 4859 осіб у 1932 домогосподарствах у складі 1389 родин. Густота населення становила 1862 особи/км².  Було 1998 помешкань (766/км²).
Расовий склад населення:
| - 91,0 % — білих - 3,1 % — чорних або афроамериканців - 3,0 % — азіатів - 0,1 % — корінних американців |

До двох чи більше рас належало 1,9 %. Частка іспаномовних становила 2,9 % від усіх жителів.
За віковим діапазоном населення розподілялося таким чином: 25,6 % — особи молодші 18 років, 60,7 % — особи у віці 18—64 років, 13,7 % — особи у віці 65 років та старші. Медіана віку мешканця становила 40,5 року. На 100 осіб жіночої статі у переписній місцевості припадало 95,1 чоловіків;  на 100 жінок у віці від 18 років та старших — 89,4 чоловіків також старших 18 років.